# Gustav Hofmann (Politiker, 1798)
Gustav Moritz Paul Hofmann (* 27. August 1798 in Hungen; † 9. Oktober 1866 in Darmstadt) war Ober-Appellationsgerichtsrat, Abgeordneter und Politiker.

## Leben

### Herkunft
Gustav Hofmann war der Sohn des Regierungsrates Johann Ludwig Hofmann (1741–1808) und dessen Frau Helene Caroline geborene Liebknecht (1759–1823). Er heiratete am 18. Mai 1830 Eleonore Bertha Julie geborene Müller (1805–1877).
Wie sein Vater und Großvater (der Großvater mütterlicherseits, Franz Erhard Liebknecht war Justiz-Amtmann im Amt Cleeberg gewesen) schlug Gustav Hofmann die Juristen-Laufbahn ein. Er studierte ab 1816 Rechtswissenschaften an den Universitäten Gießen und Jena. 1817 war er Teilnehmer am Wartburgfest.

### Werdegang
Nach dem Studium war er Akzessist in der Gesamtjustizkanzlei in Hungen, 1822 Hofgerichtsadvokat in Gießen und 1825 Assessor mit Stimme (cum voto) am Landgericht Nidda. Ab 1828 war er Landrat im Landratsbezirk Nidda, bevor er 1832 Landrichter in Friedberg wurde. 1865 erhielt er die Ernennung als Geheimer Justizrat und wurde Visitationskommissar der Stadt- und Landrichter. 1866 wurde er Mitglied und Rat des Oberappellations- und Kassationsgerichts Darmstadt.
Mit der Märzrevolution begann Gustav Hofmann sich politisch zu betätigen und vertrat konservative Positionen. 1848 wurde er Mitglied des Frankfurter Vorparlaments und später Mitglied der Frankfurter Nationalversammlung. 1849 war er Mitglied des Gothaer Nachparlaments und 1850 Mitglied des Erfurter Parlaments (Volkshaus).
Er vertrat in den Jahren 1851 bis 1856 den Wahlbezirk Oberhessen 14/Stadt Friedberg und 1856–1866 den Wahlbezirk Oberhessen 11/Butzbach in der Zweiten Kammer der Landstände des Großherzogtums Hessen. 1851 bis 1856 war er dritter Präsident der 2. Kammer des Landtags des Großherzogtums Hessen.